# Piff und Herkules
Piff und Herkules (Originaltitel: Pif et Hercule) ist eine französische Zeichentrickserie, die zwischen 1989 und 1991 produziert wurde. Die Geschichte basiert auf den dazugehörigen Comics Pif, die im Yps-Heft erschienen sind.

## Handlung
Piff und Herkules sind sehr gute Freunde und erleben zusammen viele Abenteuer. Allerdings haben sie auch oft Streit und prügeln sich. Piff verkörpert dabei einen besserwisserischen klugen Hund, der versucht vernünftig zu handeln und meist für alles eine Lösung hat. Kater Herkules hingegen ist ein Angeber, der Piff oft herablassend behandelt und für Geld auch bereit ist Piff zu hintergehen.

## Produktion  und Veröffentlichung
Die Serie wurde zwischen 1989 und 1991 in  Frankreich produziert. Dabei sind 130 Folgen entstanden. Regie führte Bruno Desraisses und das Drehbuch schrieben Raynald Guillot, Claude Prothee und Serge Rosenzweig. Die Musik komponierte Alexandre Desplat.
Die deutsche Erstausstrahlung fand am 5. Januar 1991 auf RTLplus statt. Weitere Ausstrahlungen im deutschsprachigen Fernsehen erfolgten ebenfalls auf Kabel eins, Kabel eins, Nick Deutschland, Junior und YFE TV. Zudem wurde die Serie auf VHS veröffentlicht.